# José Luis Maluenda
José Luis Maluenda Benedí (Calatayud, 4 aprile 1977) è un ex cestista spagnolo, professionista nella Liga ACB.

## Palmarès
- Copa del Rey: 1

Valencia: 1998